# Saxapahaw (Carolina del Norte)
Saxapahaw es un lugar designado por el censo ubicado en el condado de Alamance en el estado estadounidense de Carolina del Norte. La localidad en el año 2000, tenía una población de 1.418 habitantes en una superficie de 14.4 km², con una densidad poblacional de 104.3 personas por km².

## Geografía
Saxapahaw se encuentra ubicado en las coordenadas 35°57′8″N 79°19′28″O / 35.95222, -79.32444. Según la Oficina del Censo, la localidad tiene un área total de 14,4 km² (5,6 mi²), de la cual 13,6 km² (5,3 mi²) es tierra y 0,8 km² (0,3 mi²) (5.23%) es agua.

### Localidades adyacentes
El siguiente diagrama muestra a las localidades en un radio de 20 kilómetros (12,4 mi) de Saxapahaw.

## Demografía
En el 2000 la renta per cápita promedia del hogar era de $37.204, y el ingreso promedio para una familia era de $51.528. El ingreso per cápita para la localidad era de $18.055. En 2000 los hombres tenían un ingreso per cápita de $30.152 contra $27.625 para las mujeres. Alrededor del 9.70% de la población estaba bajo el umbral de pobreza nacional.